# Hestevæddeløb i Sverige
Hestevæddeløb i Sverige er en dansk dokumentarisk optagelse fra 1907 foretaget af Peter Elfelt.

## Handling
Til galopløb i Sverige.